# Браунинг, Фредерик
Сэр Фредерик Артур Монтегю «Бой» Браунинг (англ. Sir Frederick Arthur Montague "Boy" Browning; 20 декабря 1896, Лондон — 14 марта 1965, Менабалли, Корнуолл) — британский военачальник, генерал-лейтенант, командир 1-го воздушно-десантного корпуса и заместитель командующего 1-й союзной воздушно-десантной армией во время операции «Огород» в сентябре 1944 года. Его называют «отцом британских воздушно-десантных войск».

## Биография
Фредерик Браунинг получил образование в Итонском колледже, затем в Королевском военном училище, после которого, в 1915 году, вторым лейтенантом был назначен в гренадерскую гвардию.
Во время Первой мировой войны он сражался на Западном фронте и был награжден орденом «За выдающиеся заслуги» за проявленные смекалку и мужество во время битвы при Камбре в ноябре 1917 года.
В сентябре 1918 года Браунинг стал адъютантом генерала сэра Генри Роулинсона, а после войны всерьёз увлёкся бобслеем, участвовал в зимних Олимпийских играх 1928 года в Санкт-Морице (Швейцария), где его команда заняла десятое место. В июле 1932 года он женился на писательнице Дафне Дюморье.
Во время Второй мировой войны Браунинг командовал 1-й воздушно-десантной дивизией и 1-м воздушно-десантным корпусом. Во время операции «Огород», Браунингом была произведена одна из крупнейших за всю историю ВДВ высадка воздушного десанта, доставленного до места высадки на планёрах.
В декабре 1944 года он становится начальником штаба командования Юго-Восточной Азии, возглавляемого адмиралом лордом Луисом Маунтбеттеном, а с сентября 1946 года по январь 1948 года — военным секретарём военного ведомства.
В январе 1948 года Браунинг был назначен контролёром и казначеем Её Королевского высочества принцессы Елизаветы, герцогини Эдинбургской. В 1952 году, после того как она поднялась на трон, став королевой Елизаветой II, Браунинг становится казначеем в канцелярии герцога Эдинбургского. Он перенёс тяжёлый нервный срыв в 1957 году и ушёл в отставку в 1959 году.
Умер Фредерик Браунинг 14 марта 1965 года в Менабалли, в особняке, который вдохновил роман его жены Дафны Дюморье — «Ребекка».

## Награды
- Рыцарь Большого креста Королевского Викторианского ордена;
- Рыцарь-Командор ордена Британской империи
- Компаньон ордена Бани
- Кавалер ордена «За выдающиеся заслуги»
- медаль Генеральной службы (Великобритания)
- Кавалер военного креста (Франция)
- Командор креста со звездой ордена Возрождения Польши (Польша)
- Командор (командующий) ордена «Легион почёта» (США)